# Recerca d'usuaris de videojocs
La recerca d'usuari en l'àmbit dels videojocs ("Games User Research" o "GUR") és el camp empíric que estudia l'experiència d'usuari dels videojocs.

## Què és la recerca d'usuari de videojocs?
L'experiència d'usuari sense mesurar-la significa ben poc, de la mateixa manera que la usabilitat, si no la mesurem, tampoc.
Com diu Don Norman: "La recerca d'usuari de jocs se centra en la psicologia dels jugadors i els seus comportaments mitjançant tècniques com ara el "playtesting", anàlisis i altres. Intenta ajudar els desenvolupadors de jocs a portar a terme la millor experiència de joc possible per als jugadors".
Per tant, la funció primària de la recerca d'usuari de videojocs és, dit senzillament, posar a prova i evaluar la viabilitat del disseny amb la finalitat d'entendre l'usuari, normalment per ajudar els dissenyadors a fer jocs més bons.
Breument, la recerca d'usuari de videojocs en empreses de la indústria és:
- Una disciplina que destaca per a la recerca especialitzada per a trobar impediments i per a l'optimització de la satisfacció.
- Una manera de rebre feedback aviat, a través de dades del tipus de jugadors que acabaran jugant al joc.
- Habitualment realitzat per professionals amb formació acadèmica, no per dissenyadors o productors.
- Diferent d'un estudi o recerca de mercat.
- No es tracta d'arreglar problemes com un control de qualitat, sinó que proveeix dades per a millorar els jocs.

## Per què és important?
A la indústria dels videojocs, es busca proveir una bona experiència, per tant es busca millorar la qualitat dels videojocs.
Bàsicament, es fa recerca d'usuari per tres raons principals:
1. Descobrir i solucionar problemes d'usabilitat.
2. Balancejar i ajustar mecàniques i/o la narrativa per a motivar.
3. Entendre què millora les emocions del jugador.

## Diferència amb la recerca d'usuari tradicional
"La major diferència entre la recerca de l'usuari i la recerca de llocs web i programari és la complexitat del desenvolupament del joc. Probablement pensem que l'experiència d'usuari(UX) i la recerca d'usuari de jocs (GUR) són més diferents del que realment són, però tots hem de reflectir periòdicament les similituds rellevants entre els dos camps per assegurar-nos que no limitem indegudament els nostres mètodes a aquells que estan tradicionalment ocupats en els nostres productes." —Donald Norman
En general, la recerca d'usuari tradicional té dos objectius.
El primer és entendre el context de l'usuari, els problemes habituals, les necessitats i proposar una solució.
El segon és provar la usabilitat del producte, i entendre l'experiència d'usuari per tal d'aportar dades útils per a millorar- la. La recerca d'usuari de videojocs s'assembla més a aquest objectiu.
La majoria de problemes tractats per la recerca d'usuari de videojocs estan relacionats amb l'experiència d'usuari.

## Procés
El procés de recerca és un procés científic com el que segueix un investigador acadèmic:
1. Context
2. Problema
3. Concepte / Marc teòric
4. Mesures (Metodologia)
5. Mètodes (Metodologia)
6. Anàlisi de resultats
7. Conclusions
8. Informes

## Mètodes
Els principals mètodes que es fan servir en la recerca d'usuari de jocs són:
- Entrevistes
- Focus_group
- Enquestes
- Qüestionaris
- Protocol Think_aloud
- Eye tracking
- Data analysis
- Dades psicològiques
- Dades fisiològiques